# Лихтенштейнский дом
Лихтенште́йны (нем. Liechtenstein) — правящая княжеская династия в Лихтенштейне, который берёт от них своё название. Современный глава — Ханс-Адам II.

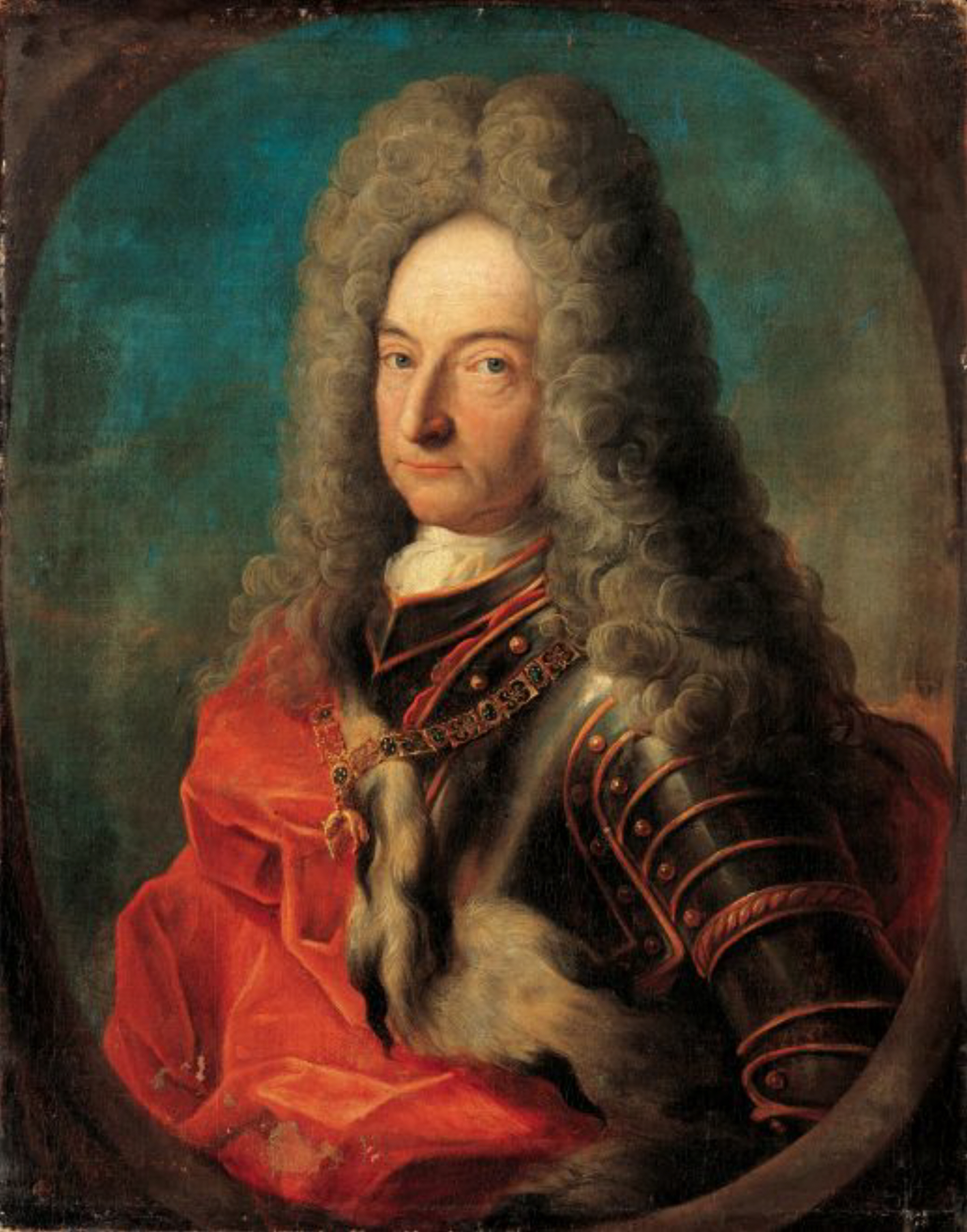
Антон Флориан, первый суверенный Князь Лихтенштейна

## Баронский род
Лихтенштейны появляются в  истории в XII веке как владельцы одноимённого замка под Веной. Замок этот был утрачен ими в XIII веке и вернулся к семейству только в 1807 году (в связи с чем к частице «фон» в их титулатуре прибавилось более престижное «цу»). К XVI веку лихтенштейнские усадьбы были разбросаны по Австрии, Штирии, Моравии и Силезии.
В XVI веке Лихтенштейны стояли во главе лютеран Богемии. Габсбурги должны были им кредит в полмиллиона гульденов, который был выплачен земельными наделами в Богемии. В 1599 году глава баронского семейства, Карл фон Лихтенштейн, вернулся в католичество, а во время Тридцатилетней войны поддержал Габсбургов в качестве претендентов на богемский престол. За свою верность он был произведён в 1607 году в князья (фюрсты).

## Княжеский род
За годы Тридцатилетней войны Лихтенштейны распространили свои владения на пятую часть территории Богемии. В частности, в их управление поступило Опавское княжество в Силезии (в немецком варианте — герцогство Троппау и Ягерндорф). Они связали себя узами брачных союзов с домом Дитрихштейнов. Центром их владений стали Фельдсберг и Айсгруб, где были выстроены пышные резиденции (ныне — памятники Всемирного наследия).
Род очень хотел получить место в рейхстаге Священной Римской империи. Для этого он должен был владеть землями, сюзереном которых был бы сам император (unmittelbar). Ради этого Лихтенштейны приобрели у обедневших владельцев Хоэнемса два имеющих соответствующий правовой статус крохотных феода на границе со Швейцарией — Шелленберг (в 1699 году) и Вадуц (в 1712 году). В 1719 году император признал главу семейства, Антона Флориана, имперским князем суверенного достоинства. Так появилось княжество Лихтенштейн, официального решения по этому вопросу Лихтенштейны добивались около ста лет после пожалования княжеского титула.

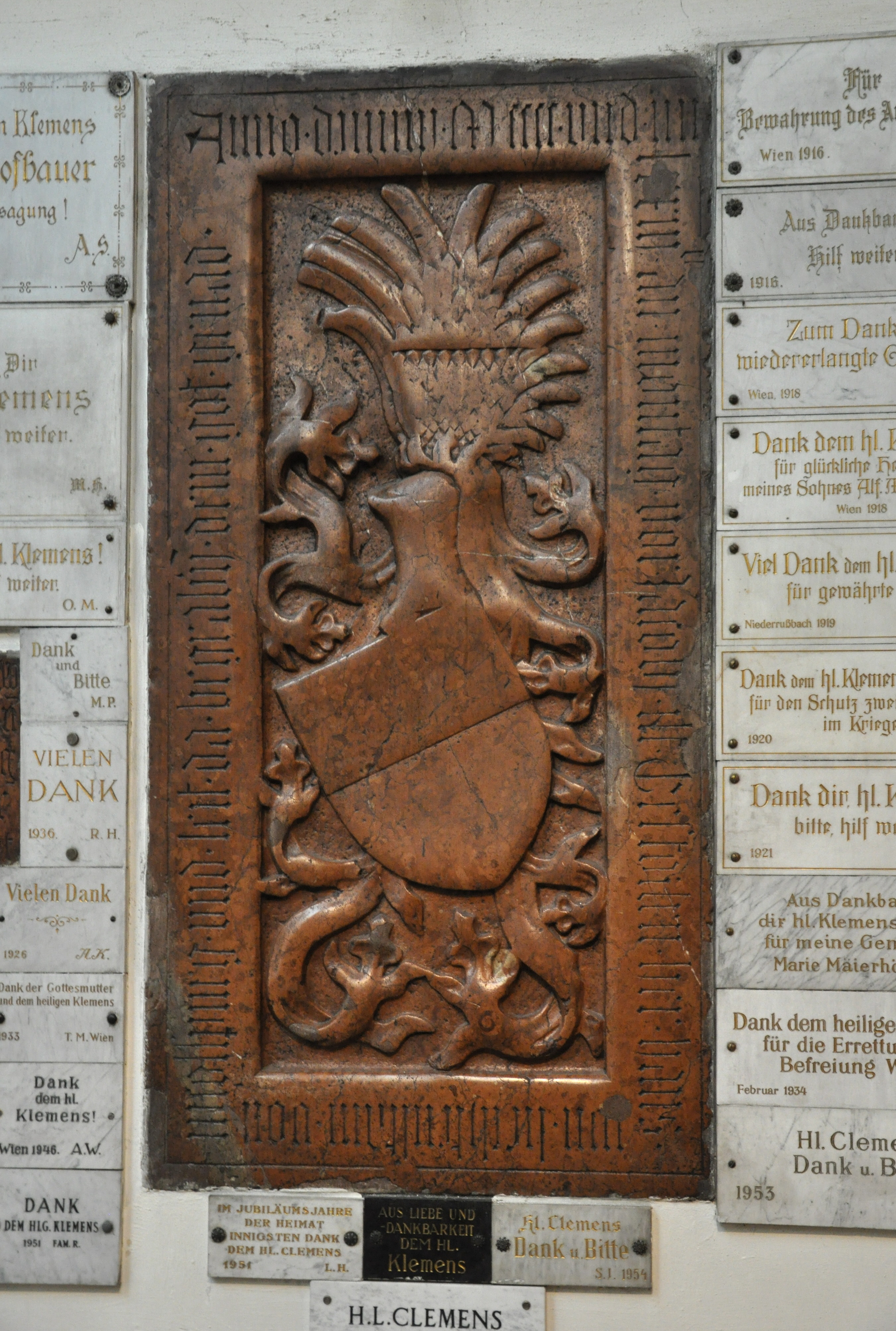
Город Вена (Австрия), усыпальница церкви Марии-ам-Гестаде, средневековый рыцарский герб (надгробная эпитафия) Ганса фон Лихтенштейна (ум. в 1473 г.) в окружении современных вотивных табличек св. Клеменса Марии Хофбауэра.

## Государи Лихтенштейна

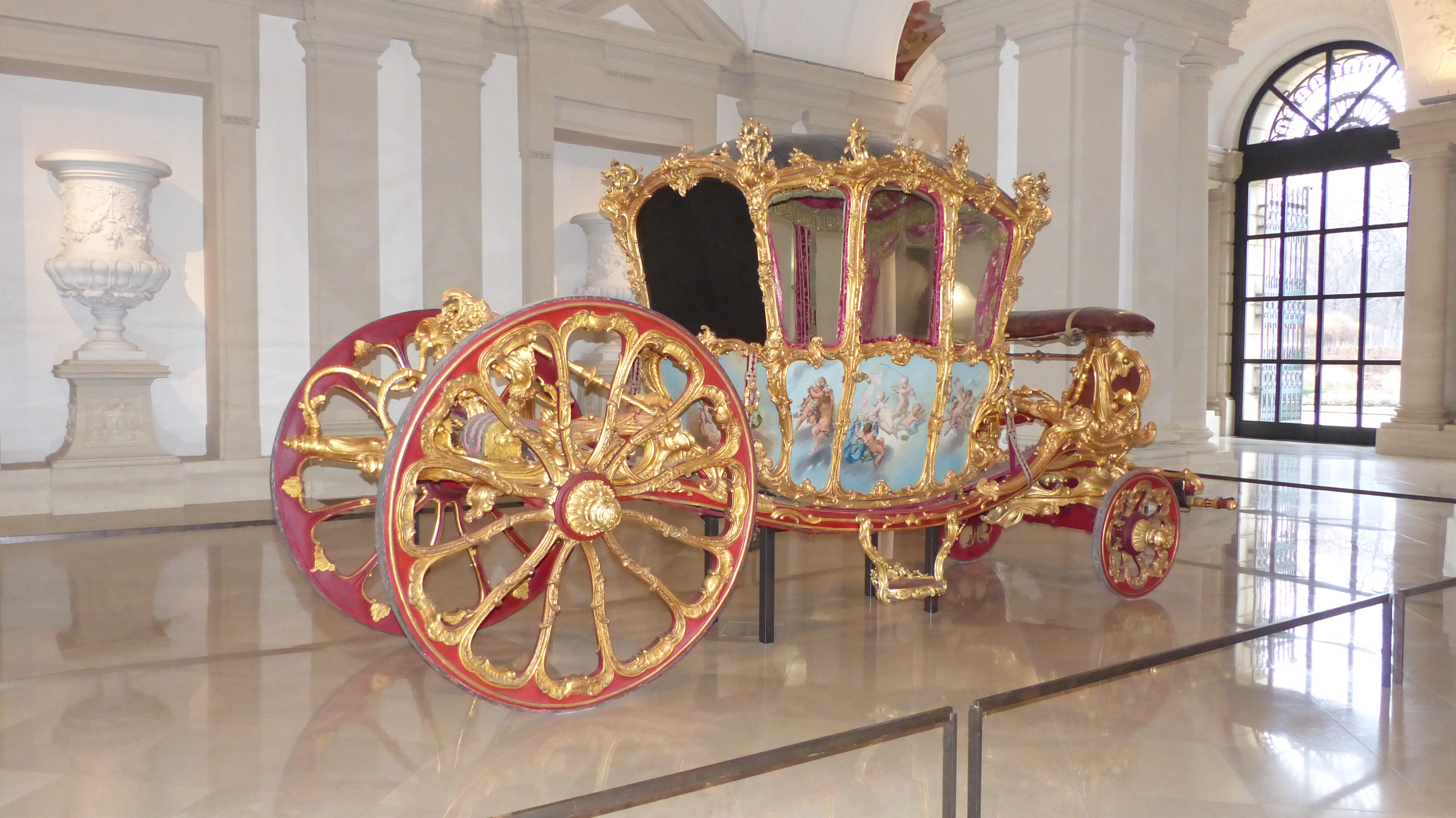
Княжеская карета рококо из дворца на Фюрстенгассе

Подобно другим имперским князьям на службе у Габсбургов, глава рода постоянно проживал в городском и пригородном венских дворцах. В свои альпийские владения Лихтенштейны до 1842 года не наведывались ни разу. Им принадлежало значительное художественное собрание, жемчужинами которого были полотна Рубенса и «Джиневра Бенчи» кисти Леонардо да Винчи. Несколько Лихтенштейнов возглавляли имперское представительство при петербургском дворе.
В XIX веке, когда большинство других княжеских родов подверглось медиатизации, Лихтенштейны укрепили свой суверенный статус. Супруги их происходили из лучших дворянских родов Австрии и Богемии. Внешняя политика княжества была отдана на откуп Габсбургам; их интересы за рубежом представляли австро-венгерские посольства. 
В 1903 году князь Алоиз сочетался браком с сестрой престолонаследника Франца-Фердинанда; по этому случаю император Франц-Иосиф в очередной раз подтвердил их знатность рода, наряду с Габсбургами. Аншлюс заставил главу рода оставить Лихтенштейнский дворец в Вене и перебраться в замок Вадуц в Альпах. 
В 1946 году парламент Чехословакии ратифицировал более ранние декреты Эдварда Бенеша, предусматривавшие национализацию владений Лихтенштейнов площадью свыше 2000 кв. км. (что в 12,5 раз больше современной площади княжества Лихтенштейн). Князья на протяжении 70 лет оспаривали законность данной конфискации и воздерживались от установления дипломатических отношений с Чехией до 2009 года. Наконец в 2020 году Лихтенштейн вчинил Чехии иск о возвращении данных земель, заявив, что «применение незаконных указов и их последствия остаются неразрешенным вопросом».
Среди современных правящих династий Лихтенштейны считаются образцом сохранения традиций и выделяются, вследствие этого, приверженностью к бракам с представителями столбовой аристократии (преимущественно австро-венгерской). По состоянию на 2020 год правящим князем Лихтенштейна является князь Ханс-Адам II при регентстве своего старшего сына наследного князя Алоиза.

Резиденции Лихтенштейнов
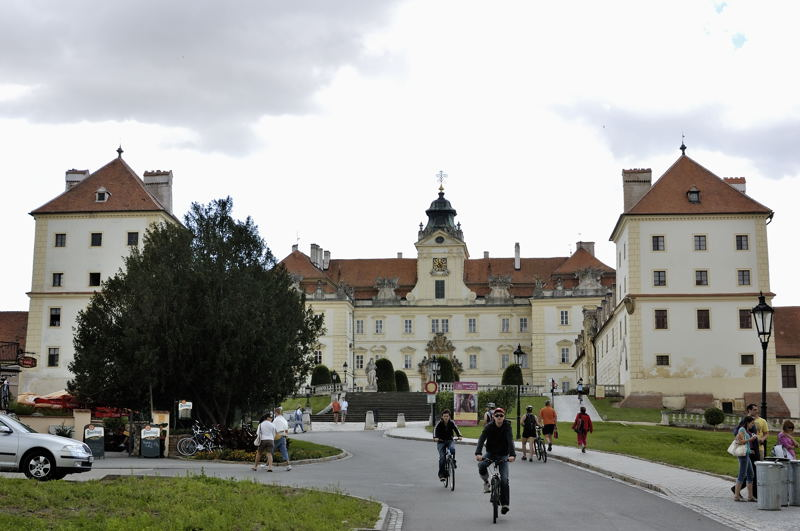
Фельдсбергский дворец-замок Лихтенштейнов
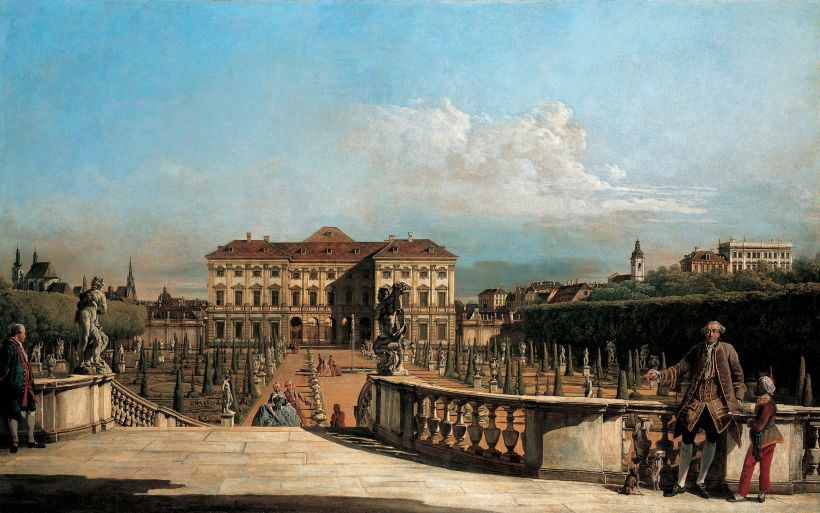
Дворец на венской Фюрстенгассе (ведута Бернардо Беллотто)
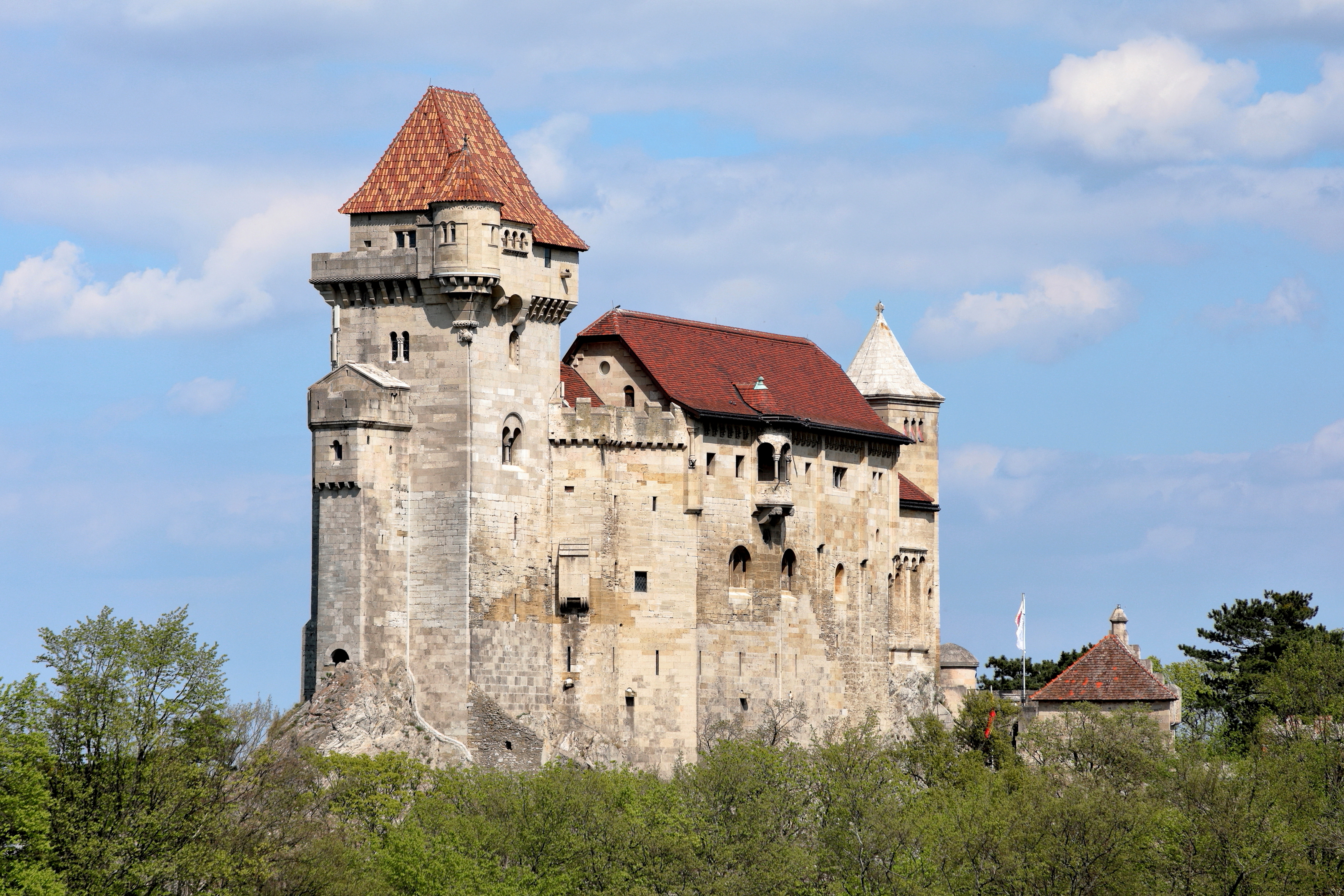
Лихтенштейнский замок
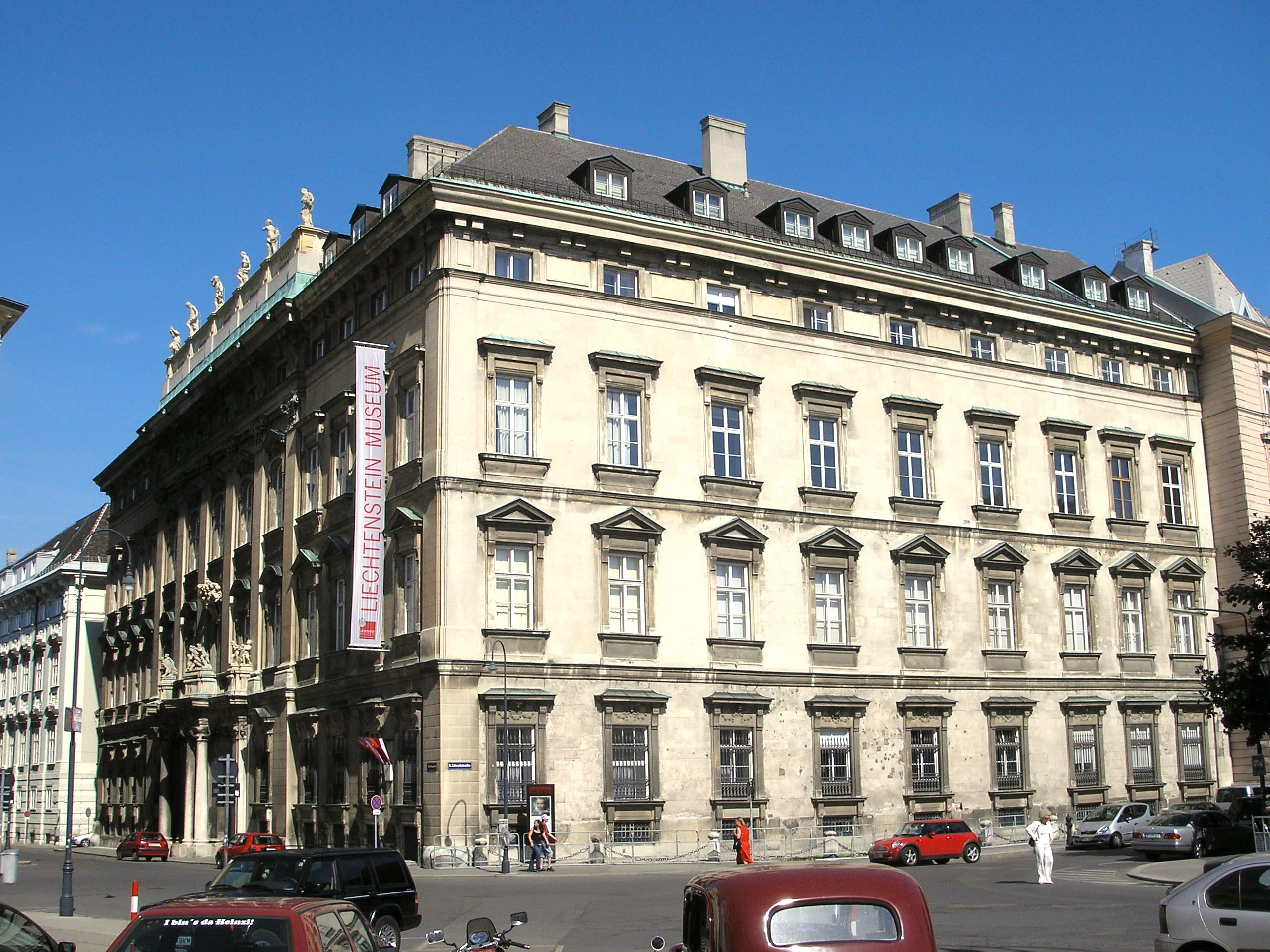
Дворец на венской Банкгассе
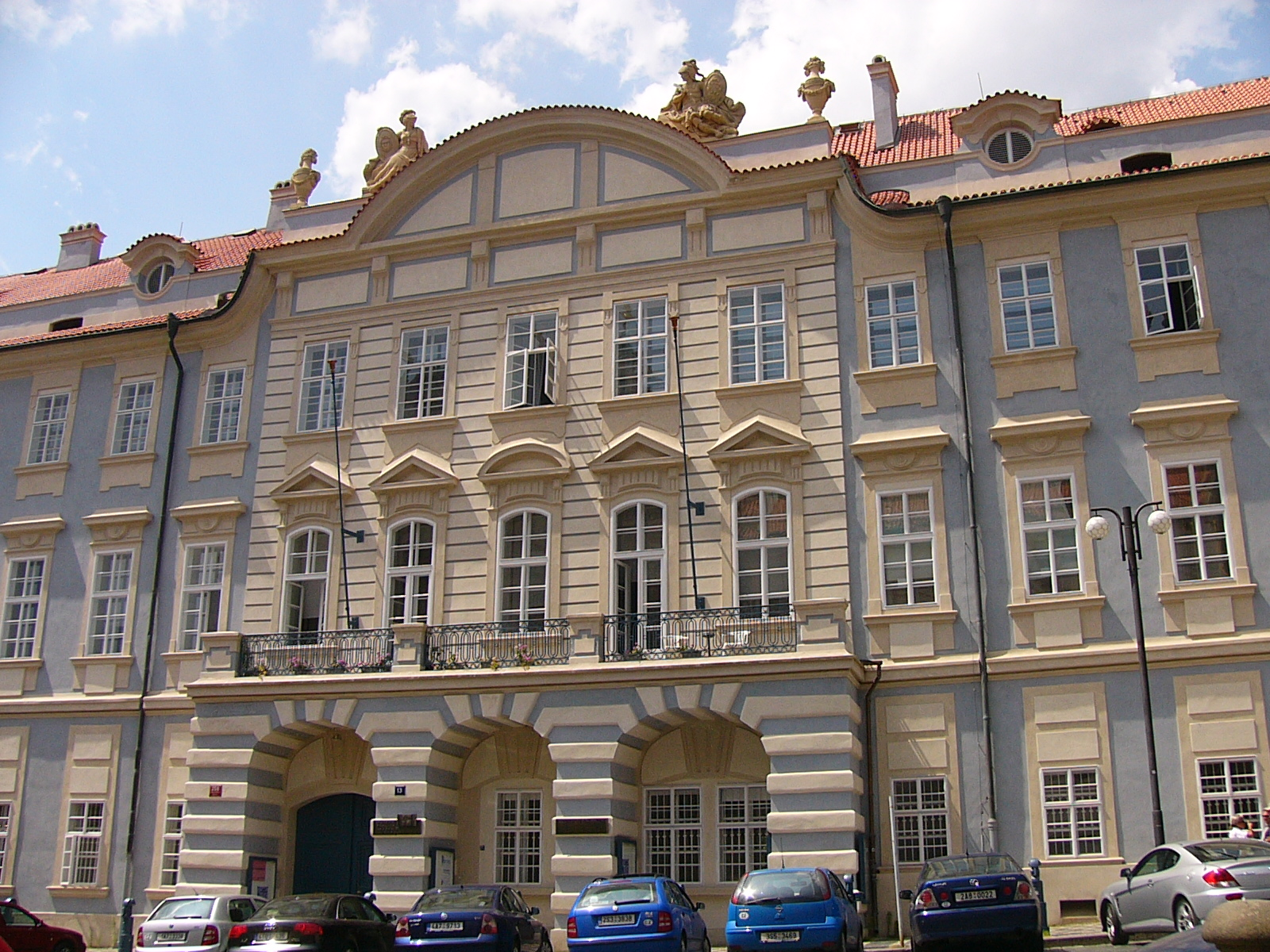
Лихтенштейнский дворец в Праге

## См. далее
- Список князей Лихтенштейн
- Якобитское престолонаследие